# 7187 Isobe
7187 Isobe (1992 BW) là một tiểu hành tinh vành đai chính bên trong được phát hiện ngày 30 tháng 1 năm 1992 bởi E. F. Helin ở Palomar.